# Fritz Heusgen
Fritz Heusgen (* 5. November 1880; † 15. Mai 1959) war ehrenamtlicher Oberbürgermeister von Düren.
Fritz Heusgen wurde am 5. November 1948, an seinem 68. Geburtstag, wie damals üblich für ein Jahr, zum Oberbürgermeister gewählt. Am 24. November 1949 wurde er wiedergewählt. Seine Amtszeit endete am 24. November 1950.
Heusgen war Mitglied der CDU.
Sein Vorgänger als Oberbürgermeister war Richard Bollig, sein Nachfolger wurde Peter Geuer.